# Atanus picchuanus
Atanus picchuanus är en insektsart som beskrevs av Rauno E. Linnavuori och Delong 1976. Atanus picchuanus ingår i släktet Atanus och familjen dvärgstritar. Inga underarter finns listade i Catalogue of Life.